# La morte arriva strisciando
La morte arriva strisciando (The Reptile) è un film del 1966 diretto da John Gilling.

## Trama
Dopo la misteriosa morte del fratello Charles, Harry Spalding e la moglie si trasferiscono in Cornovaglia.
Dopo l'ennesimo delitto, l'esame dei cadaveri rivela dei segni di morsi sul collo delle vittime.
In seguito si scopre che l'artefice degli assassini è Anna, figlia del dottor Franklyn, colpita da una maledizione indiana che la trasforma periodicamente in una famelica creatura mostruosa, metà umana e metà rettile.